# Przyspieszacz (broń)
Przyspieszacz – mechanizm broni automatycznej służący do nadania ogniwom napędzanym większej prędkości od prędkości ogniwa prowadzącego. Używany jest najczęściej w broni pracującej na zasadzie krótkiego odrzutu lufy, celem zwiększenia prędkości zamka i części z nim związanych w stosunku do prędkości lufy. Zastosowanie przyspieszacza daje zamkowi niezbędny zapas energii, a lufie odbiera jej nadmiar.

## Rodzaje
Przyspieszacze dzieli się na:
- dźwigniowe
- krzywkowe (kopiałowe) – używane najczęściej ze względu na płynność pracy
- sprężynowe